# Zapotok (Ig)
Zapotok (Duits: Lausenbach) is een plaats in Slovenië en maakt deel uit van de gemeente Ig in de NUTS-3-regio Osrednjeslovenska. De plaats telde 368 inwoners op 1 januari 2020.

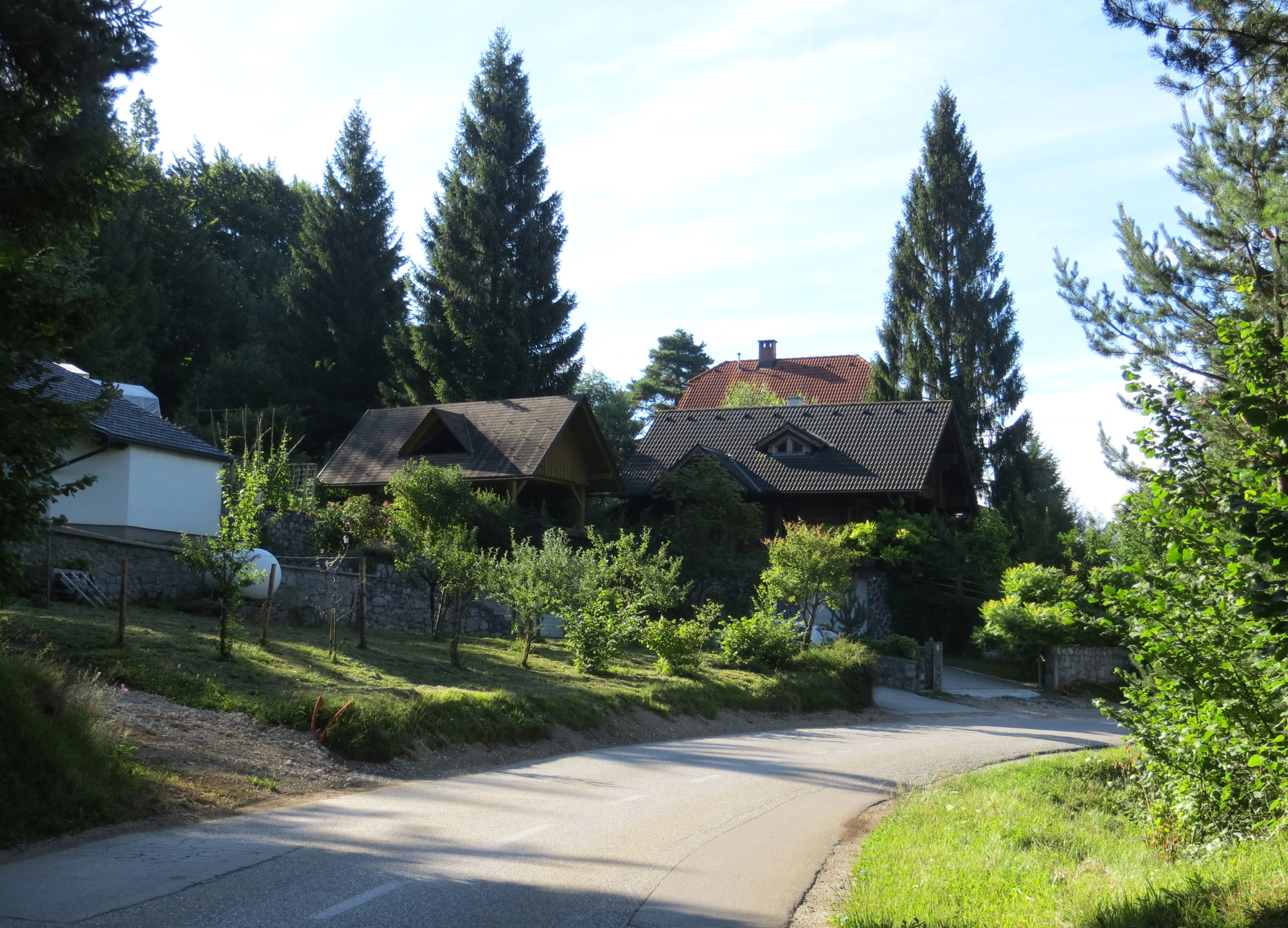
Dorpsaanzicht